# Yves Deruyter
Pour les articles homonymes, voir Deruyter.
Yves Deruyter (né le 4 mai 1970 à Anvers, en Région flamande) est un DJ et producteur belge. Il est l'un des précurseurs en matière de trance et hard trance publiées principalement sur le label Bonzai Records.
L'un de ses singles le plus notable est The Rebel, qui obtient de bons classements dans les charts de nombreux pays.

## Biographie
Yves Deruyter commence sa carrière de DJ en 1985 et joue dans des clubs belges tels que Globe, Barocci, Cherry Moon, Extreme, Carat, BBC et La Rocca. En 1991, comme beaucoup de DJ, il anime également une carrière d'artiste. Depuis lors, il signe chez Bonzai Records. Son premier single Animals devient un grand succès dans les clubs en Belgique. À ce stade, les gens commencent à regarder des artistes comme Yves Deruyter pour jouer dans les grandes raves comme Mayday, Energy, Love Parade, Nature One, Mystery Land, Inner City, Sensation Black, Ground Zero, Decibel Outdoor, Defqon.1, City Parade, et Tomorrowland.
Avec son deuxième single, il fait un grand bond en avant sur le marché allemand, où Rave City connaît un grand succès avec plus de 50 000 disques vendus. La suite Calling Earth est à nouveau un succès avec 70 000 singles vendus. Tout ceci est le début d'une histoire à succès. Son single suivant, The Rebel, obtient un succès considérable, et entre dans les classements musicaux de nombreux pays.
En 2021, Yves Deruyter et The Subs collaborent et sortent leur EP Rave Cloud/Mind Attack sur le label Tomorrowland Music

## Discographie

### Albums studio
- 1998 : Calling Earth (Bonzai Records)
- 1999 : D-Album (Dmdorbit)
- 2001 : Feel Free (S&M S)
- 2004 : Yves Deruyter 2001 (Independance)
- 2005 : Timeless Trance (ZYX Music)
- 2007 : D-Classics (Bongiovanni)

### Singles
- 1992 : Animals (Bonzai Records)
- 1993 : Rave City (Bonzai Records)
- 1994 : Calling Earth (Bonzai Records)
- 1995 : Outsiders
- 1996 : Outsider: Remix (Logic Records)
- 1996 : Move Your Body (Casseopaya)
- 1997 : Calling Earth Netherlands (Total Recall)
- 1997 : The Rebel (Bonzai)
- 1999 : Feel Free (Bonzai)
- 1999 : Feel Free (version UK, Bonzai)
- 1999 : Factory/Bass Mekaniks (Dmdbonzai)
- 2000 : Factor Y (Dmdbonzai)
- 2000 : To the Rhythm (CD/12, Orbit)
- 2000 : Back to Earth, (PolyGram)
- 2001 : Feel Fine (version US, Star Sixty Nine Records)
- 2001 : Rhythmic (Bazz)
- 2002 : Music Non Stop
- 2004 : On the Move (Phobos / ZYX Music)
- 2005 : Born Slippy (ZYX Music)
- 2005 : Calling Earth (version allemande, Phobos / ZYX Music)
- 2005 : Calling Earth (DMDTR)
- 2005 : Infinity (ZYX Music)
- 2008 : Remix EP (Bonzai)
- 2021 : Rave Cloud (avec The Subs, Tommorrow Music)